# ノーザン・ウォッチ作戦
ノーザン・ウォッチ作戦（ノーザン・ウォッチさくせん、英語: Operation Northern Watch）は、アメリカ欧州軍合同任務部隊（Combined Task Force (CTF)）による、イラク上空北緯36度以北、飛行禁止空域における監視作戦。クルド人支援作戦であるプロバイド・コンフォート作戦の後継として、1997年1月に開始され、2003年3月より始まるイラクの自由作戦まで続けられた。

## 背景
1996年10月、イラク軍はクルディスタン地域への進攻を開始した。これに対しアメリカは報復としてイラク南部への爆撃を行った。それに伴い、イラク国内では衝突が度々発生され、アメリカ側は親米派クルド人保護を目的とする作戦の開始を余儀なくされた。
湾岸戦争終了後の1991年より継続されていたクルド人支援作戦であるプロバイド・コンフォート作戦は、1996年より始まる第2プロバイド・コンフォート作戦を経て、イラン・イラク両国との関係改善を望むトルコ政府側の要求により、12月31日をもって公式に終了された。これに伴い、アメリカ政府は後継として、ノーザン・ウォッチ作戦を発動させ、イラク上空飛行禁止空域の監視を開始した。

## 経過

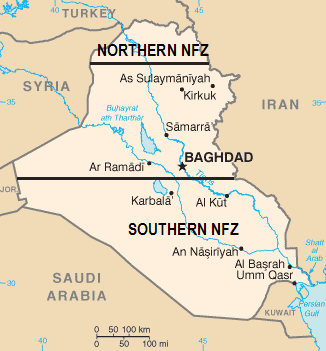
イラク飛行禁止空域。ノーザン・ウォッチ作戦は北緯36度線以北 (NORTHERN NFZ) において行われた

アメリカ合衆国、イギリスおよびトルコの諸国政府は、航空機約45、人員1,400以上をノーザン・ウォッチ作戦に投入した。約1,100人からなるアメリカ合衆国統合軍は、アメリカ軍各戦闘部隊からなるソーティ同様、陸海空軍軍人及び海兵隊員を含んだ。
トルコの政府による最初の委任により、当作戦は6か月続いた。トルコはさらに2期の6か月間の延長を承認したが、それは恒久的な任務にならないこと示した。
任務初年の間、イラク北部は多国籍軍とイラク軍の間の戦闘は無く穏やかだった。

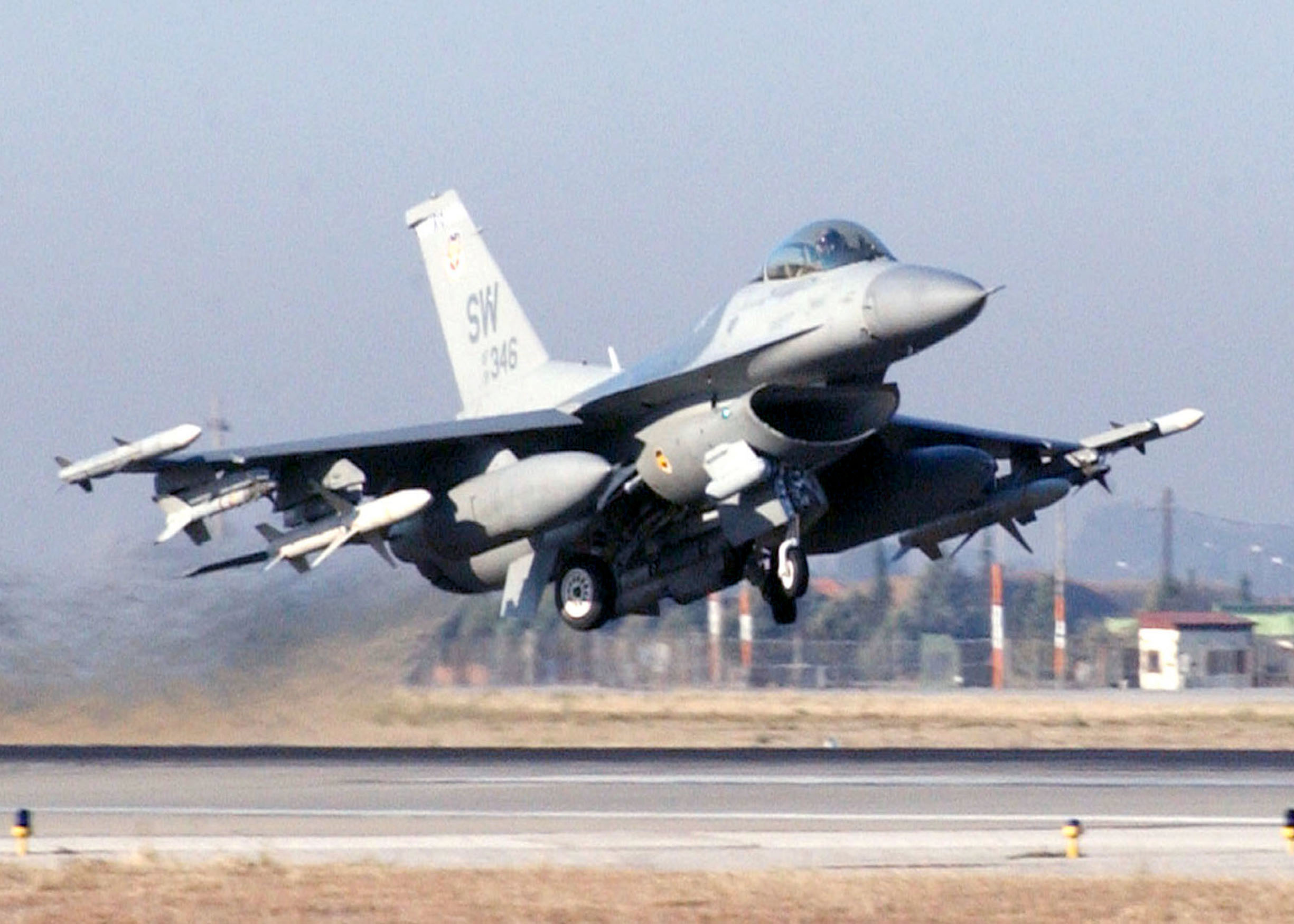
作戦に出撃するアメリカ空軍F-16戦闘機。当機が所在するサウスカロライナ州ショウ空軍基地からは第55戦闘飛行隊が参加した

1998年12月、砂漠の狐作戦が開始されたが、ノーザン・ウォッチ作戦の戦力はこれに参加しなかった。砂漠の狐作戦の後、イラク政府はもはや飛行禁止空域を認識せず、多国籍軍航空機への攻撃を開始するとアナウンスした。 1998年12月から1999年3月まで、イラク北部上空の米国軍機は、イラクの地対空ミサイル施設と対空砲からほぼ毎日攻撃を受けた。米国空軍はイラクの防空施設をAGM-88 HARM対レーダーミサイル、AGM-130長距離空対地ミサイルなどにより爆撃、これに応戦した。
多国籍軍の航空機は、1か月あたり平均18日間にわたり哨戒飛行し、また攻撃を受けた。最も共通した脅威は対空砲によるものだった。サダム・フセインは14,000ドルの報酬を連合軍機の撃墜に設けたが、多国籍軍機が撃墜されることはなかった。
1999年の初めの数か月、 航空戦力はアライド・フォース作戦のためイタリアへ移動され、このイラク北部における合同作戦は一時休止された。
1999年以降、応戦による武力衝突の数は劇的に低下したにもかかわらず、低レベルの紛争はイラク進攻まで続いた。最終の戦闘空中哨戒は、イラクの自由作戦開始2日前の2003年3月17日にトルコのインジルリク空軍基地より出撃した。6週間後の2003年5月1日、任務停止に伴い当作戦は公式に終了された。
4月12日、インジルリク空軍基地から2機のF-16CJが飛び立った。これはノーザン・ウォッチ作戦に参加した第55戦闘飛行隊所属8機中の2機であり、母国サウスカロライナ州ショウ空軍基地へと帰還した。離陸後、パイロット達は機体を左右に振り、伝統的な「ウェーブ」の挨拶をしてこの地に別れを告げた。同飛行隊のパイロットの1人であり司令官でもあるジャック・フォーサイス中佐は、作戦から最後に離れる者の1人になれたことを誇りに思うと述べた。
ノーザン・ウォッチ作戦において出撃回数は36,000回に上り、各作戦の間40,000の人員は何らかのポイントに配備されていた。

## 参加戦力
ノーザン・ウォッチ作戦には各国の陸海空軍より航空戦力が投入され、各地の基地所在部隊が参加した。日本の沖縄県嘉手納基地からは、第18航空団第67戦闘飛行隊が派遣された。
アメリカ軍からはEA-6B、E-3、F-15C/EおよびF-16CJ/CGが投入された。さらに同軍からはHH-60、HC-130、KC-135、UH-60、EP-3およびC-12などが運用され、補給任務、輸送任務等をこなした。イギリス軍からはジャギュア GR.3、ニムロッドおよびVC-10が投入された。